# 秋山德藏
秋山德藏（日语：／ Akiyama Tokuzō、1888年8月30日—1974年7月14日）是一名日本廚師，大正至昭和年間擔任宮内省廚師長（主厨長），死後獲封正四位。
1979年日本作家杉森久英為其寫成傳記《天皇的御廚》，秋山德藏由此成名。作為宮内省廚師，他不僅是為日本皇室準備膳食，也推動了西洋料理在日本的普及。

## 生平
出生於1888年（明治21年）的福井縣今立郡村国村（國高村村国、現越前市村国三丁目），本姓高森，家中以經營料理屋為業，他是家中次男。10歳時，因羨慕做了和尚的同學而跑到寺廟裡出家，法名「德有」，但一年之後就被攆了出來。
他在自己寫的《味》一書中說自己是在第36陸軍連隊在鯖江駐扎期間在軍隊食堂里吃到了牛排，因而開始對西洋料理產生興趣的。高等小学校畢業之後，16歳的德藏獨自上京到華族會館打工，開始了他的廚師生涯。後來他也曾在駐日巴西公使館、築地精養軒打過工。精養軒的廚師長是曾在巴黎麗茲酒店師從奧古斯特·埃斯科菲耶學習的西尾益吉，秋山德藏師從西尾益吉學習了一段時間之後，打算效仿西尾去法國進修，開始自學法語。不久後秋山擔任「東洋軒」三田本店的三代目料理長。
1909年（明治42年）他自費前往欧洲。第一站是德國柏林，後來經巴黎的日本大使館介紹到“Hôtel Majestic”（今巴黎半島酒店）工作。兩年後到“Café de Paris”工作，過了半年，又開始和巴黎麗茲酒店的奧古斯特·埃斯科菲耶學習，同樣歷時半年。
因大正天皇要在1914年（大正3年）舉行即位礼，需要會做法國菜的廚師，1913年巴黎日本大使館推薦德藏，他因而成為新設的宮内省大膳寮初代廚師長。同年7月和秋山俊子結婚，入籍秋山家，改姓秋山。1915年（大正4年）在大正天皇的御大典為18国賓客烹飪了法國料理。宴會上他準備了支笏湖産的四千隻日本黑螯虾，共用去三千隻，剩下的在御用邸放生。
1920年再度前往法國進修，1921年皇太子裕仁親王訪問欧州期間隨行到各國晚宴上學習烹飪技術，之後又前往美國紐約各大餐廳參觀，1922年歸國。
1923年（大正12年）出版《法蘭西料理全書》（仏蘭西料理全書），1966年再版。他自此成為當時日本的西洋料理權威。1971年（昭和46年）成為法國料理學院名誉会員、巴黎廚師協会名誉会員、法國廚師長協会会員。
在昭和天皇授意下，他曾到東北地方調查、記錄當地料理、溥儀訪日時，他也曾負責為溥儀準備满州料理。
1972年（昭和47年）引退。1973年（昭和48年）獲勋三等瑞宝章，翌年逝世。他死後的1974年追封從四位，後來改為正四位。

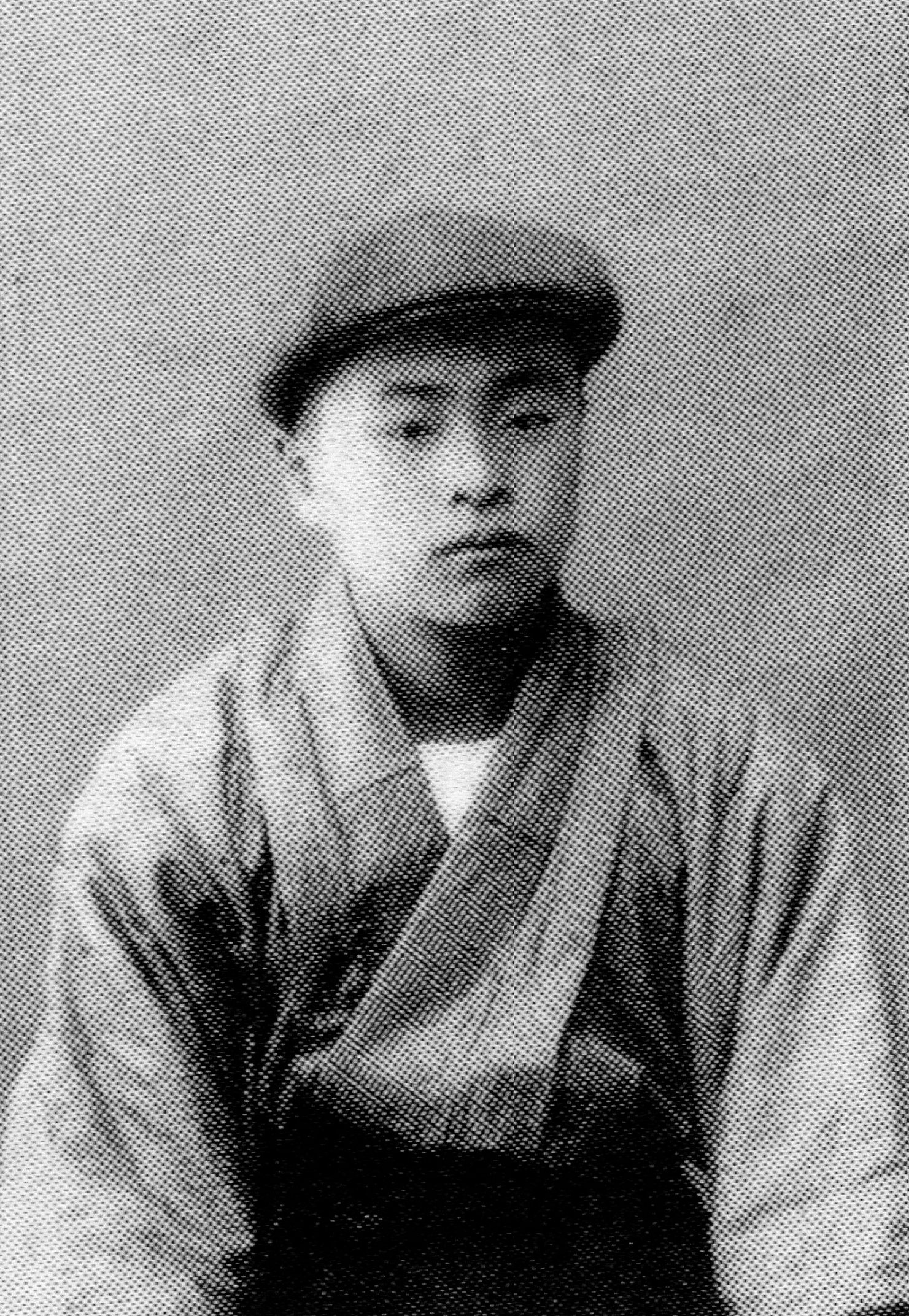
少年時代的高森德藏
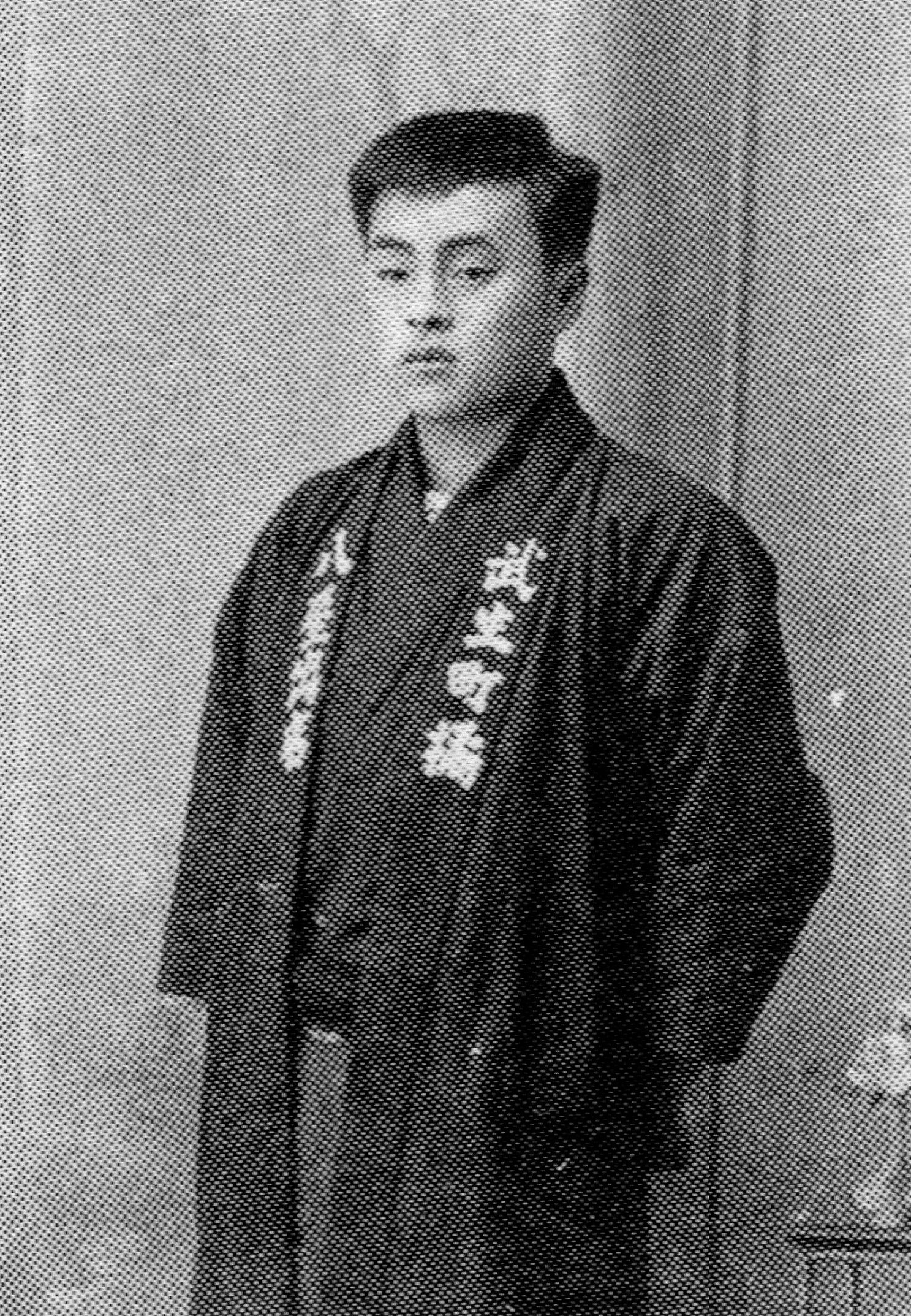
在武生町做幫工的高森德藏
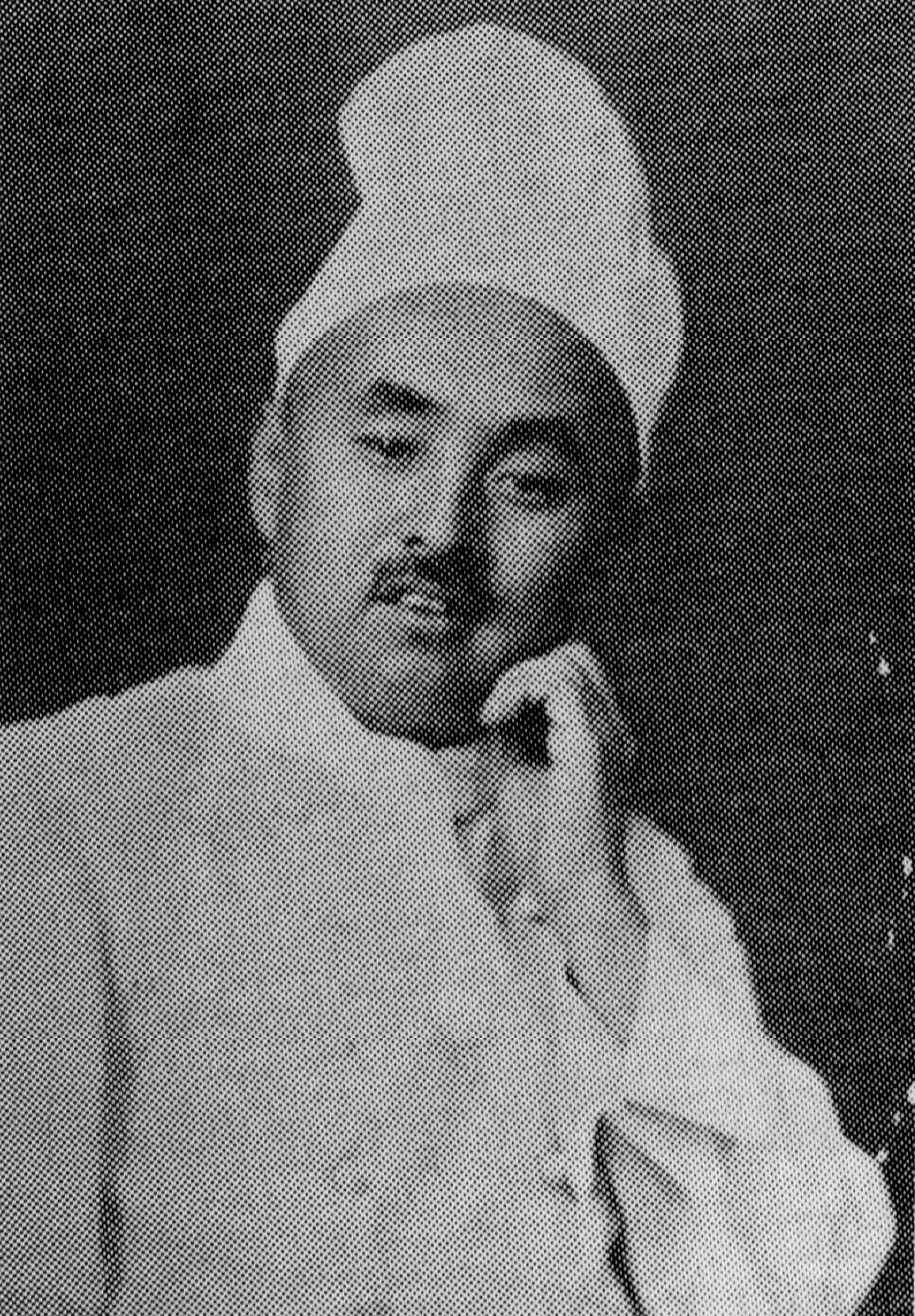
大正2年（1913年）就任宮内省大膳寮廚師長
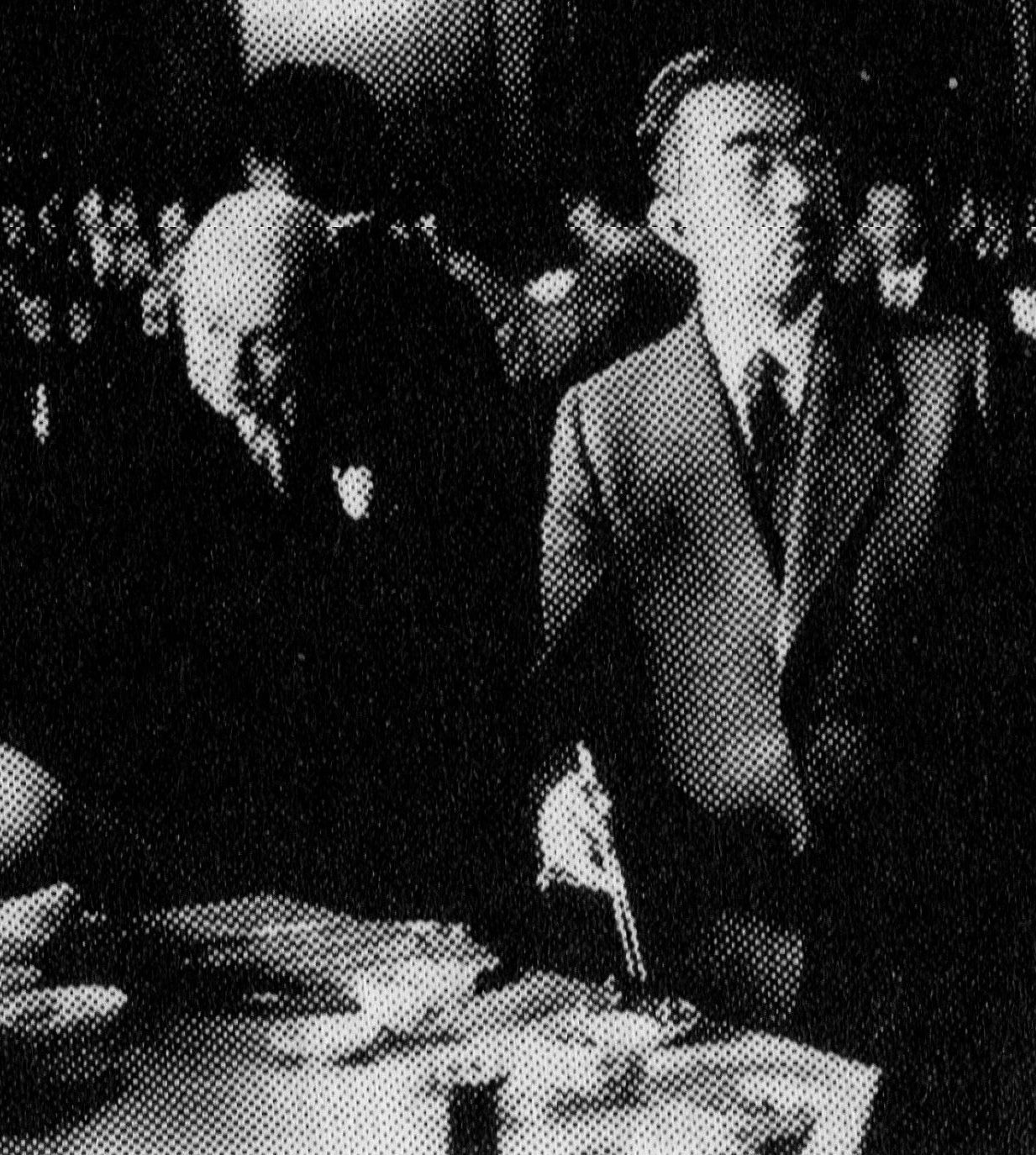
昭和24年（1949年）皇居宴會上的秋山立德藏（左）和昭和天皇（右）

## 家庭
他和原配秋山俊子育有三子，即匡、榮子、鐵藏。秋山俊子在1928年死於肺結核。翌年他與岸本きくと再婚，婚後育有三郎、四郎二子。

## 外部鏈接
- 维基共享资源上的相關多媒體資源：秋山德藏
- 『仏蘭西料理全書』秋山徳蔵著 (秋山編纂所出版部, 1923)
- 大正大礼　大饗二日目西洋料理献立